# Lifelines (álbum de a-ha)
Lifelines es el trabajo más extenso de a-ha, con 15 canciones.Es el Séptimo Álbum  de a-ha lanzado el 24 de abril de 2002 que se convirtió en Disco de Platino en Noruega. En el año de lanzamiento del disco comenzaba el "Lifelines Worldtour" del que se extrajo material para el álbum en directo How Can I Sleep With Your Voice In My Head: A-ha Live. Fue una gira de gran éxito elogiada por la crítica que llevó a a-ha a La Riviera en Madrid el 5 de octubre de 2002 y a Razzmatazz de Barcelona el 4 de octubre de 2002.
El disco ha vendido 2 500 000 copias y recibió un disco de platino en Noruega.
Con motivo del disco, a-ha realizó durante 2002 la gira Lifelines World Tour.

## Listado de Temas
| Lifelines |                            |                                  |                            |          |  |
| N.º       | Título                     | Letras                           | Música                     | Duración |  |
| 1.        | «Lifelines»                | Magne Furuholmen                 | Furuholmen                 | 4:17     |  |
| 2.        | «You Wanted More»          | Magne Furuholmen                 | Furuholmen y Morten Harket | 3:39     |  |
| 3.        | «Forever Not Yours»        | Morten Harket y Ole Sverre-Olsen | Furuholmen y Harket        | 4:06     |  |
| 4.        | «There's a Reason for It»  | Paul Waaktaar-Savoy              | Waaktaar-Savoy             | 4:21     |  |
| 5.        | «Time & Again»             | Paul Waaktaar-Savoy              | Waaktaar-Savoy             | 5:03     |  |
| 6.        | «Did Anyone Approach You?» | Paul Waaktaar-Savoy              | Waaktaar-Savoy             | 4:10     |  |
| 7.        | «Afternoon High»           | Paul Waaktaar-Savoy              | Waaktaar-Savoy             | 4:30     |  |
| 8.        | «Oranges on Appletrees»    | Magne Furuholmen                 | Furuholmen y Harket        | 4:16     |  |
| 9.        | «A Little Bit»             | Paul Waaktaar-Savoy              | Waaktaar-Savoy             | 4:10     |  |
| 10.       | «Less Than Pure»           | Paul Waaktaar-Savoy              | Waaktaar-Savoy             | 4:13     |  |
| 11.       | «Turn the Lights Down»     | Furuholmen y Harket              | Furuholmen y Harket        | 4:14     |  |
| 12.       | «Cannot Hide»              | Morten Harket y Ole Sverre-Olsen | Harket y Landquist         | 3:19     |  |
| 13.       | «White Canvas»             | Magne Furuholmen                 | Furuholmen                 | 3:27     |  |
| 14.       | «Dragonfly»                | Magne Furuholmen                 | Furuholmen                 | 3:19     |  |
| 15.       | «Solace»                   | Magne Furuholmen                 | Furuholmen                 | 4:20     |  |
| 61:34     |                            |                                  |                            |          |  |

| 2019 Deluxe edition (Disc 2) |                                                    |          |  |
| N.º                          | Título                                             | Duración |  |
| 1.                           | «Lifelines (Demo)»                                 | 5:16     |  |
| 2.                           | «You Wanted More (Demo)»                           | 4:01     |  |
| 3.                           | «Forever Not Yours (Demo)»                         | 4:12     |  |
| 4.                           | «There's a Reason for It (Demo)»                   | 4:14     |  |
| 5.                           | «The Breakers»                                     | 3:26     |  |
| 6.                           | «Time & Again (Demo)»                              | 5:11     |  |
| 7.                           | «Did Anyone Approach You? (Demo)»                  | 4:02     |  |
| 8.                           | «Afternoon High (Original Demo)»                   | 4:39     |  |
| 9.                           | «Oranges on Appletrees (Early Mix)»                | 4:00     |  |
| 10.                          | «Sole Survivor»                                    | 4:07     |  |
| 11.                          | «Less Than Pure (Demo)»                            | 4:18     |  |
| 12.                          | «To Show It Is To Blow It (Demo)»                  | 4:10     |  |
| 13.                          | «Turn The Lights Down (Demo)»                      | 4:01     |  |
| 14.                          | «Cannot Hide (Demo)»                               | 3:14     |  |
| 15.                          | «There's A Reason For It (A Break In The Clouds)»  | 4:15     |  |
| 16.                          | «One in a Million (Early Version of White Canvas)» | 2:46     |  |
| 17.                          | «Dragonfly (Demo)»                                 | 3:32     |  |
| 18.                          | «Solace (Early Version)»                           | 4:12     |  |
| 19.                          | «Differences (Original Demo)»                      | 2:48     |  |

## Variaciones
- Rusia: existe una edición especial en Rusia que incluye una pista de Introducción (0:11) y dos pistas bonus que son "Minor Earth, Major Sky (ATB Mix)" y "Velvet (DE-PHAZZ Mix)".

- Japón: la edición japonesa incluye tres pistas bonus: "Differences (original Demo)", "Hunting High And Low (Live In Oslo)" y "Manhattan Skyline (Live In Oslo)", que también se pueden encontrar en el sencillo Forever Not Yours.

## Créditos
a-ha
- Morten Harket - Voz principal
- Magne Furuholmen - Teclados
- Paul Waaktaar-Savoy - Guitarras

Músicos:
- Per Lindvall - Batería (1-3, 7-11, 13-15).
- Sven Lindvall - Bajo (1-3, 7, 8, 11 ,13 y 14).
- Jørun Bøgeberg - Bajo (9 y 10).
- Anneli Drecker - Coros (1 y 11).
- Martin Landquist - Instrumentos adicionales (1, 12 y 13).
- Beats por Attila - Instrumentos adicionales (12).

Mezclado:
- Michael Brauer
- Stephen Hague y Bob Kraushaar (8).
- Stephen Hague (11).
- Carl Michael Herlofsson (12).
- Clive Langer y Alan Winstanley (14).

Producción:
- Martin Landquist (1-3, 11-13).
- Stephen Hague (1-3 y 11).
- Ian Caple (4, 9, 10 y 15).
- Paul Waaktaar-Savoy (5).
- Tore Johansson (6).
- Clive Langer y Alan Winstanley (7, 8 y 14).

## Sencillos
- 2002- Forever Not Yours
- 2002- Lifelines
- 2002- Did Anyone Approach You?

## Vídeos musicales
- 2002- Forever Not Yours
- 2002- Lifelines
- 2002- Did Anyone Approach You?

- Datos: Q775190